# レディ・アンをさがして
『レディ・アンをさがして』
は、日本の作家・氷室冴子による、「ローマの休日」を下敷きにした戯曲形式の作品。また、はじめて原作を提供した藤田和子の漫画「ライジング!」での劇中劇で、OSK日本歌劇団の公演の演目でもある。戯曲は1989年に発売。漫画「ライジング!」は1981年に始まっている。

## あらすじ
ヨーロッパ小国の王女アントワージュは国の財政危機を救うため、政略結婚をさせられることになる。ニューヨークでお見合い相手のロックフェラー家に滞在中、家出をしたアンは米国人ラルフ・ベッカーと出会い恋に落ちる。

## 登場人物
- ラルフ・ベッカー：アイドル歌手専門の人気作曲家。
- レディ・アン：王女アントワージュ。
- フィル・ハーニー：アイドル歌手。
- エバリーン・ロス：ラルフの秘書。
- ロバート・ロックフェラー：アントワージュの結婚相手。
- ジェニファ：ロックフェラー家のメイド。滞在中、レディ・アンの世話をする。
- ジェラルド・スタントン：クラシックの人気作曲家。ラルフとは同期であり親友。

## 漫画「ライジング!」内の設定
- 脚本・演出：高師謙司
- 振り付け：一ノ瀬了
- 音楽：杉岡章二
- 配役
  - ラルフ・ベッカー：石原花緯
  - レディ・アン：仁科祐紀（音楽学校在籍中に特別出演）
  - フィル・ハーニー：井上泉
  - エバリーン・ロス：日下佳絵

## ミュージカル化
1996年に、OSK日本歌劇団で「レディ・アンをさがして 〜Looking for Lady Anne〜」としてミュージカル化された。
- 1996年2月3日～12日近鉄劇場、2月17日～18日名古屋市民会館大ホールにて、煌みちるのトップお披露目公演。
- 主催：住友VISA・KINTETSU MUSICAL
- 脚本・演出：吉峯暁子
- 音楽：中川昌・鞍富真一・橋本允
- 振り付け：矢倉鶴雄・はやみ甲・大谷盛雄
- 配役
  - ラルフ・ベッカー：煌みちる
  - レディ・アン：湖上芽映
  - フィル・ハニー：有希晃
  - エバリーン・ロス：恋香うつる
  - ジェラルド・スタントン：那月峻
  - トニー・ギルバート：洋あおい
  - ロバート・ロックフェラー：桜花昇
  - 老ロックフェラー：吉津たかし
  - ミスター・ベン：夏城夕季
  - ジェニファ：若木志帆
  - マダム・シアラ：紫穂まいか